# Цампа

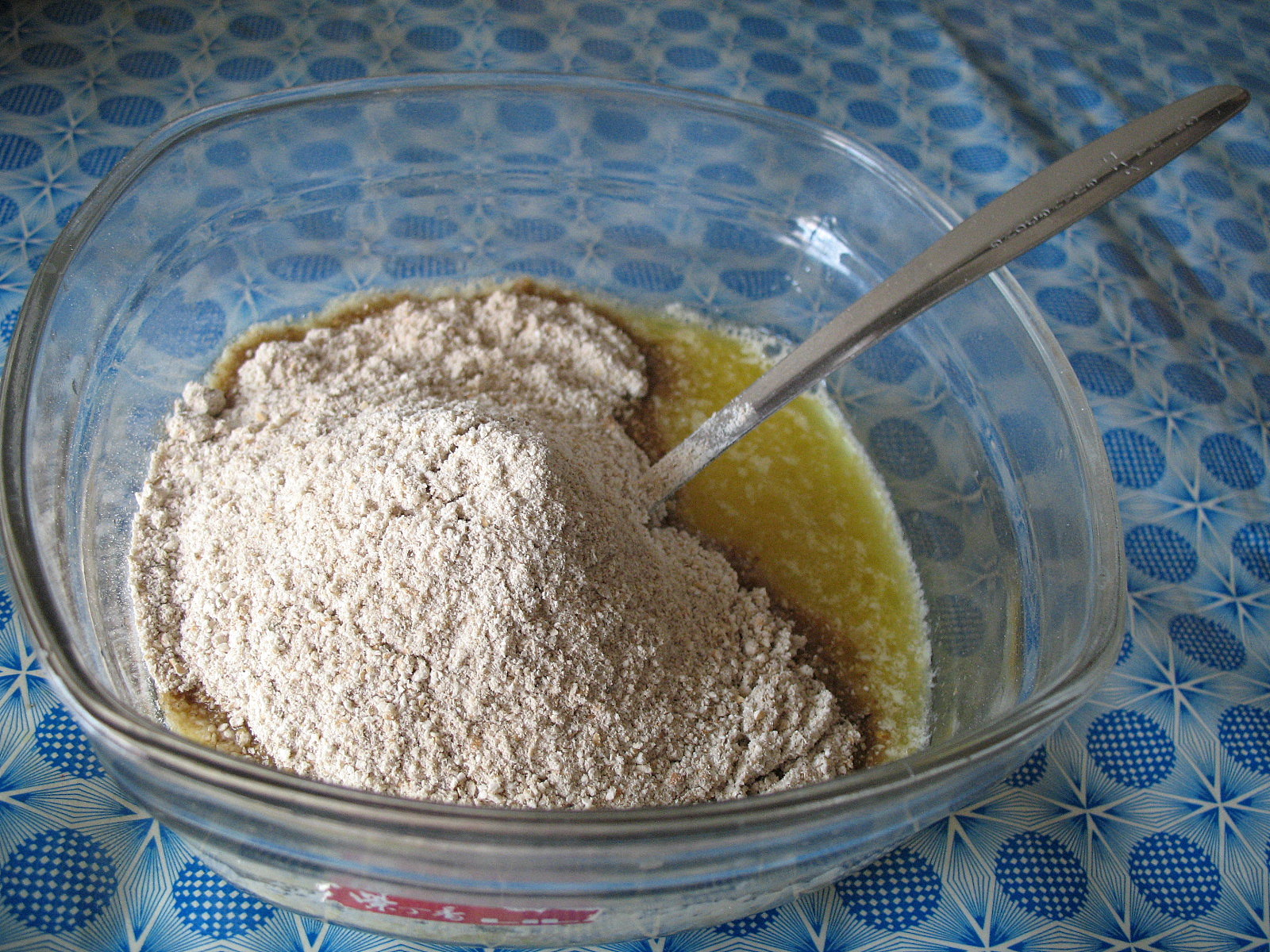
Процес приготування страви.

Цампа (тиб. རྩམ་པ་, зустрічаються також інші написання — тсампа [з англійської tsampa] і цзамбу) — традиційна тибетська страва, основна їжа тибетців, це борошно із злегка підсмажених зерен ячменю. Іноді Цампа називають також пшеничне (тиб. གྲོ་རྩམ་) і рисове (тиб. འབྲས་རྩམ་) борошно. Крім того, Цампа називають також готову страву з цього борошна з додаванням масла яків і тибетського чаю. Замість чаю також може використовуватися вода або пиво. Цампа також їдять у вигляді каші.
Також існують хлібні коржі з Цампа, на зразок тонкого лаваша, аналог індійського чапаті. Печуть коржики в казані, або на розігрітому листі заліза.

## Значення в культурі
Іноді Цампа називають національною тибетською стравою. Крім того, що вона становить основну частину раціону тибетців, Цампа також використовується в ритуальних цілях — пучки Цампа кидають в повітря під час багатьох буддійських ритуалів. Ритуал кидання Цампа з'явився ще в добуддійські часи і служив для того, щоб утихомирити духів місцевості і попросити їх заступництва і захисту. Потім він був запозичений буддизмом як «символ святкування і радості» і став використовуватися при відзначенні народження дитини та похорону. В наш час[коли?] вона особливо відома у зв'язку з новорічними святкуваннями, коли Цампа кидають, співаючи молитви, що закликають удачу в новому році як для себе, так і для інших. Також Цампа кидають під час похорону, щоб звільнити душу померлого.

## Інші способи використання
Паста з Цампа і насіння зіри іноді прикладають до хворого зуба та інших місць. Тибетські спортсмени використовують Цампа для швидкого отримання енергії.

## Вплив на організм
Згідно з Аюрведою та тибетською медициною, ячмінь — це високоенергетичний продукт. Крім того, він посилює циркуляцію рідин в тілі і сприяє профілактиці пролежнів, ризик виникнення яких особливо високий у тибетських ченців, які по кілька днів і навіть місяців медитують в одній позі. Однак, для перетравлення ячменю потрібен сильний «травний вогонь», тому людям, що мають схильність до запорів, не варто зловживати Цампа.

## Популярність за межами Тибету
Початок експорту Цампа свідчить про значне зростання споживчої вартості місцевого ячменю. Представник одного з повітів Тибету зазначив, що в 2007 році станом на 1 квітня його повіт вже експортував в Непал 10 тонн Цампа. Цей повіт нещодавно підписав з Непалом угоду з експорту в Непал 30 тонн цього продукту. В наш час[коли?] в даному повіті йде підготовка до будівництва заводу з виробництва Цампа з продуктивністю 50 тонн на рік.